# 搭乗
搭乗（とうじょう）とは、航空機、宇宙船などに人間が乗っていることをいう。
英語のboardingは船の甲板 = board に由来する。

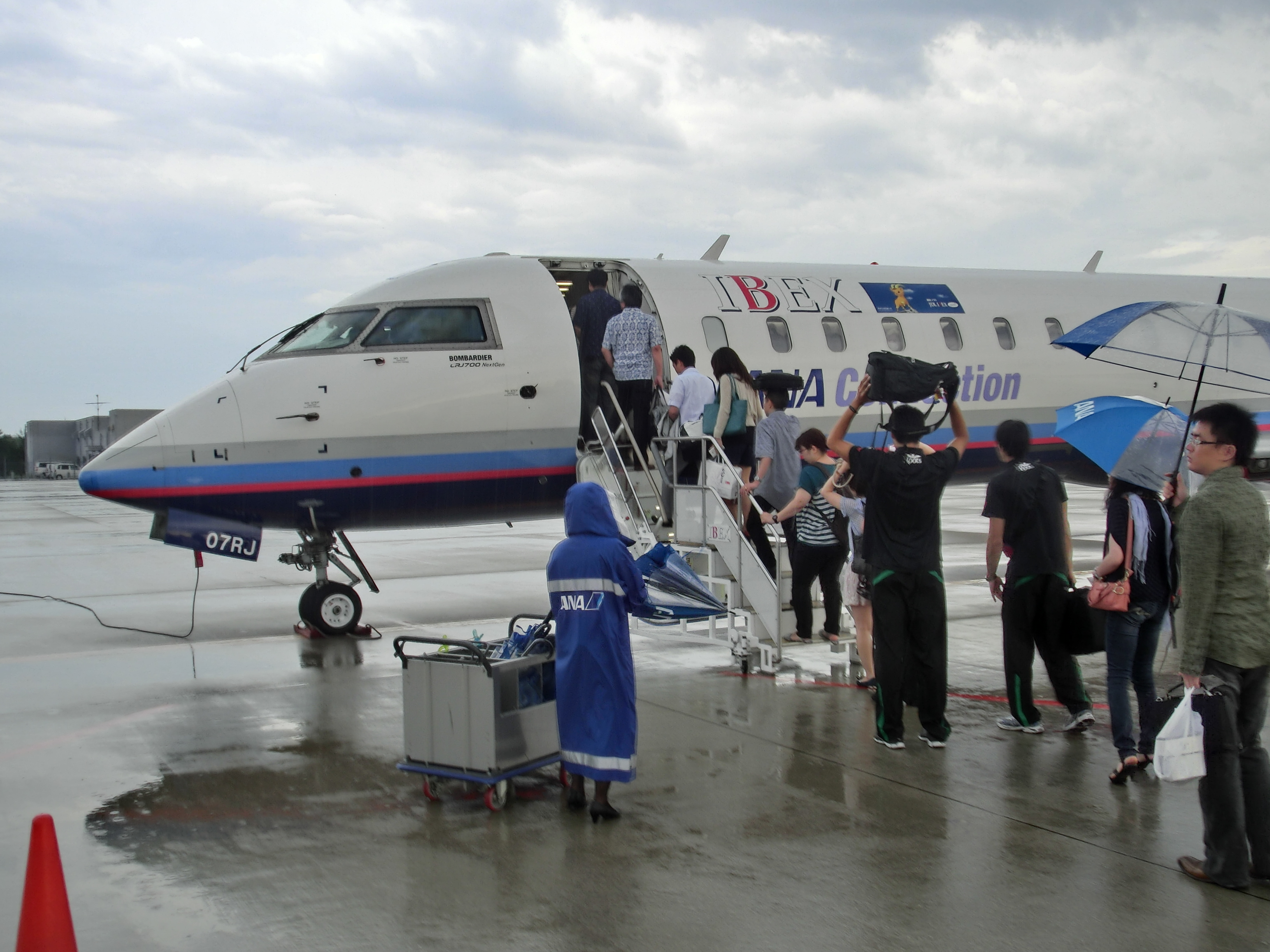
航空機(CRJ-700NG)への搭乗

## 用例
航空機や宇宙船に人間が乗ることを搭乗といい、自動車に乗ることも搭乗という。英語では乗馬（騎乗）にも用いられる。
列車（鉄道車両）や船舶の旅客に対し「搭乗」という表現が使われることは少ない。ただし、本来は乗員を搭載する意であり、「列車に搭乗する」なども誤りというわけではない。

## 搭乗員
搭乗する乗組員は搭乗員と呼ばれる。航空機の場合、乗客も「搭乗」するが、一般的に搭乗員というと、乗客は含まない。